# Любиша Ковачевич
Любиша Ковачевич (на сръбски: Љубиша Ковачевић или Ljubiša Kovačević) е сръбски актьор.

## Биография
Роден е на 27 август 1928 година в Битоля, тогава в Кралство на сърби, хървати и словенци. Баща му Йован и майка му Злата Ковачевич са актьори. Учи в начално училище в Битоля, гимназия в Белград и кратко време в 1948 година актьорско майсторство в Академията за театрално изкуство в Белград.
От много малък играe детски роли на сцените на пътуващи и градски театри. Като дете играе на сцената на Сръбския народен театър в Нови Сад в сезона 1935/1936 година. По време на Втората световна война играе в културното отделение на Първа дивизия на Сремския фронт. След войната започва да играе професионално за Народния театър в Ужице (1945 - 1947 година), след това в Народния театър в Крагуевац (1947 - 1949 година), Народния театър в Цетине (1950 - 1951 година), Народния театър в Ниш (1951 - 1953 година) и Сръбския народен театър в Нови Сад (1 септември 1955 - 15 август 1961 година). След Нови Сад се установява в Белград, където живее до смъртта си на 8 август 1983 година.
Играе и в радиопиеси, както и в телевизионни и кинофилми. В началото на кариерата си играе роли на любовници и пасивни млади хора, а по-късно роли на хора, преживяващи изпитания в трудни времена.
Известни роли на Ковачевич са Художника в „Случай в град Гога“ на Славко Грум, Джордже в „Песен“ на Оскар Давичо, Спътникът в „Кройцерова соната“ на Лев Толстой, Уайлд Фрид, И-ли-а в „Път около света“ на Бранислав Нушич, xxx във „Войводина“ на Борислав Михиз, Старецът, Капо в „Небесен отряд“ на Джордже Лебович и Александър Обренович, Тезей в „Сън в лятна нощ“ на Уилям Шекспир, Лионел Бланшар „За Лукреций“ на Жан Жироду, Старият моряк в „Оптимистична трагедия“ на Всеволод Вишневски, Радое в „Тишинана на шума“ на Жика Гаврилови, xxx в „Страдия“ на Радое Доманович, Иван Петрович в „Унижените и оскърбените“ на Фьодор Достоевски, Яков Ямбрекович в „Пера Сегединац“ на Лаза Костич, Сергей Серьогин в „Иркутска история“ на Алексей Арбузов.